# Wenzell Brown
Pour les articles homonymes, voir Wenzell et Brown.
Wenzell Brown, né en 1911 et décédé en 1981, est un auteur de Pulp fiction dans le sous-genre délinquance juvénile.

## Œuvres
- 1943 : Hong Kong Aftermath
- 1945 : Murder Seeks an Agent
- 1950 : Dark Drums
- 1951 : They Called Her Charity
- 1952 : Introduction to Murder
- 1952 : Run, Chico, Run
- 1953 : Monkey on My Back
- 1954 : Gang Girl
- 1955 : Cry Kill
- 1955 : The Big Rumble (publié également sous le nom de Jailbait Jungle)
- 1957 : The Wicked Streets
- 1958 : Prison Girl
- 1958 : Teen-Age Terror
- 1958 : They Died in the Chair
- 1959 : Teen-age Mafia
- 1959 : The Hoods Ride In
- 1961 : Bedeviled: The True Story of the Interplay of the Aggressor and the Victim in Sexual Attacks (1961)
- 1961 : The Murder Kick
- 1962 : An Act of Passion
- 1963 : How to Tell Fortunes with Cards
- 1963 : Women of Evil
- 1964 : Sherry
- 1964 : The Golden Witch
- 1966 : Kept Women
- 1975 : Possess and Conquer

### Couvertures de livres

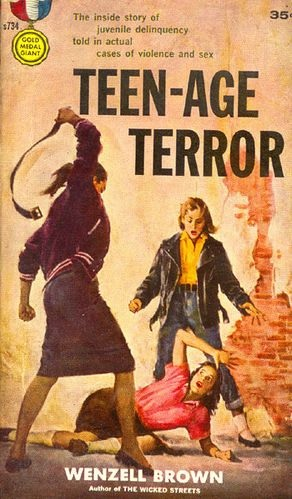
Teen-Age Terror 1958
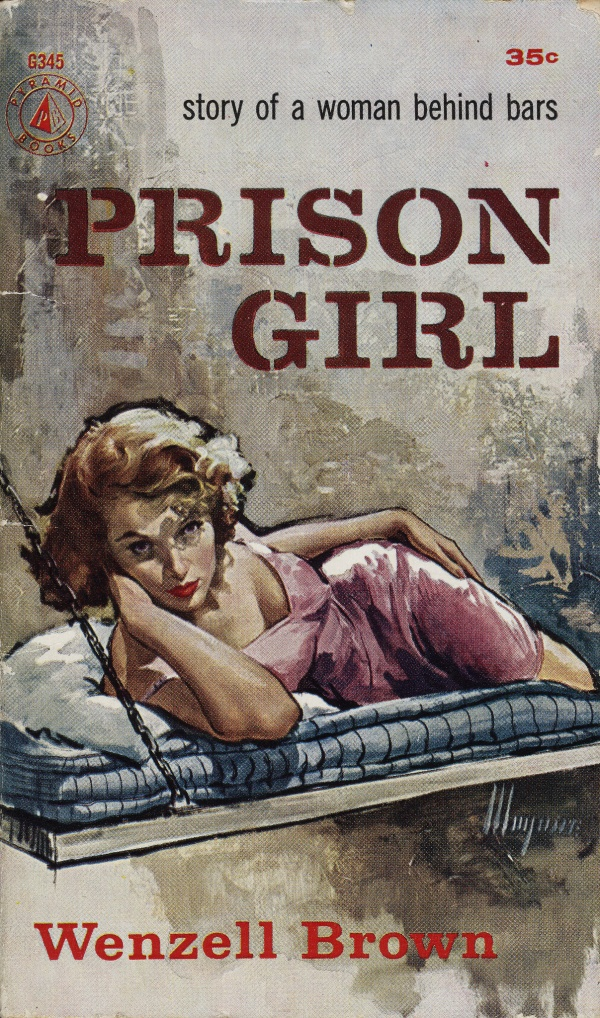
Prison Girl 1958